# ウラジーミロ＝アレクサンドロフスコエ
ウラジーミロ＝アレクサンドロフスコエ（ロシア語: Владимиро-Александровское）はロシア連邦東部の沿海地方にあり、パルチザンスク地区の中心に位置する村。人口は5,708人（2010年全ロシア国勢調査）。